# Curt Weller
Curt Weller (* 17. April 1895 in Montreux; † 23. September 1955 in Singen/Hohentwiel) war ein deutscher Verleger.

## Leben
Weller entstammt einer begüterten, aus Württemberg ausgewanderten Hoteliersfamilie. Seinen Traumberuf als Schauspieler und Regisseur musste er nach einer Theaterausbildung in Berlin aufgeben, als er im Ersten Weltkrieg bei einem Flugzeugabsturz ein Bein verlor. Bei Leipziger Unternehmen ließ er sich daraufhin zum Verlagsbuchhändler ausbilden und gründete bereits neben seiner Ausbildung her selbst einen Verlag (Curt Weller & Co), in dem junge europäische Literatur in Übersetzungen ebenso erschien wie auch deutsche Gegenwartsliteratur, darunter Theodor Plievier und Erich Kästner, dessen erster Verleger Weller wurde.
1930 war er aus wirtschaftlichen Gründen gezwungen, seine verlegerische Selbständigkeit aufzugeben und bei der Deutschen Verlags-Anstalt (Stuttgart), in die er manche seiner Autoren einbrachte, eine Stellung als Prokurist anzunehmen. Als er sich nach 1933 weigerte, sich von missliebigen Autoren zu trennen, wurde er gekündigt. Die nun folgenden Jahre waren eine Zeit schwieriger Selbstbehauptung, die Weller abseits der Zentren leichter zu bestehen hoffte. Mit seiner ersten Frau, der Psychologin Gertrud Kuhn, zunächst auf der Insel Reichenau, seit 1938 in dem Dorf Horn auf der Halbinsel Höri lebend, versuchte Weller, eine bescheidene verlegerische Selbständigkeit aufrechtzuerhalten; so zählten die „IRIS-Bücher der Natur und Kunst“ zum Verlagsprogramm dieser Zeit. Selbst Maler, fand er damals die Freundschaft Oskar Schlemmers und Willi Baumeisters, Walter Kaesbachs und Will Grohmanns. 1940 nahm er eine Stellung in einem Konstanzer Fernlehrinstitut an, wo ihm die Leitung des Lehrbetriebs mit 30.000 Studierenden oblag. Aufgrund einer Denunziation wurde er 1941 wegen „Wehrkraftzersetzung“ zu einer einjährigen Haftstrafe verurteilt, die er in Rottenburg am Neckar verbüßte.
Noch vor Kriegsende konnte er dann insgeheim seine Nachkriegsproduktion vorbereiten; gegen Ende 1945 wurde sein Verlag in Konstanz neu lizenziert. Wellers Pläne reichten weit: sie umfassten sowohl schöne (Schwerpunkt: Exilautoren) wie Fachliteratur (Regionalliteratur zu Konstanz und zum Bodensee; buddhistische Literatur (Edition Asoka), literarische und regionalhistorische Zeitschriften). 1948 erschien bei ihm Eugen Herrigels einflussreiches Buch ZEN in der Kunst des Bogenschießens. Wichtig wurde Weller als erster Verleger des Exilromans Transit von Anna Seghers, mit der er befreundet war.
Wie viele Nachkriegsverlage hatte auch Weller, der nun seine Stunde gekommen sah, überzogene Hoffnungen und Vorstellungen, die an den Auswirkungen der Währungsreform zum größten Teil scheiterten. Weller engagierte sich auch politisch und kämpfte bis an sein Lebensende um seine verlegerischen Möglichkeiten.

## Familie
Curt Weller war zweimal verheiratet und hatte zwei Kinder; Sohn Andreas Peter (1938–1981) und Tochter Ursula (Usch) Barthelmeß-Weller (1940–2017), eine Regisseurin, Malerin und Psychotherapeutin.